# Кук-Наххунте
Кук-Наххунте (д/н — бл. 1505 до н. е.) — суккуль-мах (верховний володар) Еламу близько 1520—1505 роках до н. е.

## Життєпис
Походив з династії Епартідів (Суккуль-махів). Молодший син Кук-кірваша. За життя батька замінив старшого брат Тем-Саніта на посаді суккаля Суз, а потім, ймовірно, став суккалем Еламу і Симашкі(офіційним спадкоємцем).
Отримав владу близько 1520 року до н. е. після смерті батька. Відомостей про його діяльність обмежені. Припускають, що проти нього воював Пешгаль-дарамаш, цар Країни Моря. У цій війні, ймовірно, Елам зазнав невдачі, що знову підірвало його політично-військову й економічну потугу.
Помер Кук-Наххунте близько 1505 року до н. е. Йому спадкував небіж Кук-нашур II.